# Ib Gatto
Ib Gatto Marinho Falcão (Maceió, 20 de março de 1914 — Maceió, 23 de dezembro de 2008) foi um médico, escritor, poeta, professor alagoano.

## Formação
- Médico formado na Faculdade de Medicina da Bahia em 1935.

## Atuação médica
Foi médico do Pronto Socorro de Maceió e da Santa Casa de Misericórdia de Maceió.

## Atuação política
Representou o Governo Brasileiro nos seguintes eventos:
- Congresso Internacional do Câncer, Paris, 1950
- Congresso Internacional de Radiologia, Londres, 1950.

## Atuação docente
Professor:
- Instituto de Educação
- Faculdade de Medicina de Alagoas
- Centro de Estudos Superiores de Maceió[1]
- Escola de Ciências Médicas

Criou as seguintes entidades:
- Escola de Ciências Médicas de Alagoas;
- Hospital dos Usineiros

## Atividade literária e cultural
- Membro do Instituto Histórico e Geográfico de Alagoas[nota 1]
- Membro da Academia Alagoana de Letras[nota 2][2]
- Academia Alagoana de Medicina[nota 3]

## Livros publicados
- Mensagens de esperança, 1984;
- Ao sabor dos ventos e tempestades, 2003.

## Homenagens póstumas
Recebeu homenagem póstuma na Santa Casa de Maceió.
Foi homenageado emprestando seu nome às seguintes entidades:
- Unidade de Referência Ib Gatto Falcão, homenagem da Prefeitura de Maceió[5]
- Hospital Professor Ib Gatto Falcão[6][7]
- Unidade Básica de Saúde Ib Gatto Falcão[8]
- Comenda Ib Gatto, instituída pela Universidade Estadual de Ciências da Saúde de Alagoas[9]

Teve busto aposto no Instituto Histórico e Geográfico de Alagoas.

## Biografia
- Tenório Júnior, Diógenes. Ib Gatto Falcão, um gigante das Alagoas. Maceió: Catavento, 2007. ISBN 9788575451410